# Горна Арда
 Тази статия е за селото в Южна България.  За хидроенергийния проект вижте Хидроенергийна компания Горна Арда.  
Горна Арда е село в Южна България. То се намира в община Смолян, област Смолян.

## География
Село Горна Арда се намира в планински район.